# Bloods & Crips
Bloods & Crips – projekt muzyczny będący efektem współpracy członków dwóch rywalizujących, amerykańskich gangów: Bloods i Crips. Bloods reprezentowali CK, KP, Batman, Big Y, Bloody Mary, Peanut II, Lil' 8, Redrum, Lil' Hawk, Lil' Stretch, Green Eyez, B-Brazy i G Spider, Tip-Toe, G-Len, June Dawg, Baby Maniak i Big Mad-Eyez; ze strony Crips w projekcie udział wzięli AWOL, BK, Big Freeze, Blue Rag, Broncoe, C-Note, Cixx Pac, Do or Die, Sin Loc, G-Bone, Koollay, Scarface i Twin Loc. Organizatorami przedsięwzięcia byli producent Ron "Ronnie Ron" Phillips i raper Tweedy Bird Loc. Odbyły się przesłuchania członków obu gangów i najlepsi zostali zaproszeni do prac nad debiutancką płytą. W 1993 wytwórnia Warlock Records wydała pierwszą płytę Bloods & Crips, Bangin' on Wax. Po wydaniu drugiej płyty projekt rozwiązał się; Bloods zaczęli nagrywać jako Damu Ridas, a Crips jako Nationwide Rip Ridaz.

## Dyskografia
- Bangin' On Wax' (Dangerous 1993).
- Bangin' on Wax 2... The Saga Continues (1994)
- Bangin' on Wax: Greatest Hits (Dangerous 1996)

| Album |
| --- |
| Bangin' on Wax - Rok wydania: 1993 - Pozycje na listach: #86 US - RIAA: Złota płyta - Single: "Bangin' on Wax", "Steady Dippin", "Piru Love"                                                     |
| Bangin' on Wax 2... The Saga Continues - Rok wydania: 1994 - Pozycje na listach: #139 US, #20 Top R&B/Hip-Hop - RIAA: - - Single: "G's and Loc's", "Wich You Were Here", "Every Dog Has His Day" |